# Tisma
För andra betydelser, se Tisma (olika betydelser).
Tisma är en kommun (municipio) i Nicaragua med 12 043 invånare (2012). Den ligger i den sydvästra delen av landet i departementet Masaya. I kommunens nordöstra hörn ligger naturreservatet Laguna de Tisma, som består av sjön Laguna de Tisma med omliggande våtmarker.

## Geografi
Tisma gränsar till kommunerna Tipitapa i norr, Granada i öster, och Masaya i söder och i väster. Kommunens enda större ort är centralorten Tisma, med 3 807 invånare (2005), och den ligger ungefär mitt i kommunen.

## Historia
Kommunen grundades 1885 genom en utbrytning ur Masaya. Gränsen mellan de två kommunerna fastställdes 1886.

## Kultur
Tisma är känt för den nicaraguanska efterrätten requesón, som består av kokad mjölk, socker och kanel.

## Bilder
|  |  |
|  |  |
|  |  |